# Agárdi László (előadóművész)
Agárdi László (Budapest, 1953. augusztus 15. –) Magyar Köztársasági Ezüst Érdemkereszttel és A Magyar Érdemrend Lovagkeresztjével kitüntetett színész, előadóművész, konferanszié, parodista.

## Élete és művészi tevékenysége
Iskoláit a budapesti Bezerédi Gimnáziumban végezte, ahol két dolog tűnt fel tanárainak: a futballhoz való vonzódása és az utánzó-készsége. Az iskola irodalomtanárnője látva ez utóbbi képességét iskolai sorozatos színielőadások főszereplőjének választotta. Érettségi után a Színház és Filmművészeti Főiskolára jelentkezett, ahova nem vették fel. Major Tamás javaslatára a Nemzeti Színház Stúdiójának növendéke lett, ahol – mint minden stúdiós növendék – a színház aktuális előadásaiban statisztált, majd „plakátos”, kisebb szerepeket is kapott. Itt került közvetlen ismeretségbe a színház nagy színész-egyéniségeivel, akiket későbbi önálló pályafutásán nagy szeretettel és tisztelettel parodizálni kezdett.
A Nemzeti Színház Stúdiójának elvégzése után a kaposvári Csiky Gergely Színház szerződtette, ahol a színház avantgárd-korszakának előadásaiban is kapott szerepeket. Mivel ekkor még csak 24 éves volt és – az akkor még kötelező – katonaköteles életszakaszához ért, így katonaidejét a Honvéd Művészegyüttes tagjaként töltötte ki. Ezután 1979-től a Szegedi Nemzeti Színház, a Miskolci Nemzeti Színház, a budapesti Thália Színház, majd a budapesti Játékszín színpadán kapott szerepeket.
Parodistaként egyre sikeresebb lett, így „szabadúszóként” folytatta színészi pályafutását különböző színházak előadásaiban: Újpest Színház, Klub Színház, Száguldó Orfeum, Karinthy Színház. Feltűnt a televízió Barátok közt c. sorozatában, de más tévészériában is (Hotel Szekszárdi) láthatták kisebb karakter-szerepekben. Szinte minden adásban szerepe volt a Fűre lépni Ihos című televíziós show-műsorban. A 2011-ben készült magyar-spanyol koprodukcióban készült Budapest Angyala (El ángel de Budapest) című filmben Horthy Miklós karakterét alakította.
Parodistaként rendszeresen járja az országot, ahol egy eltűnőben levő műfajt, a konferanszié szerepét tölti be. Ekkor teljesedik ki parodista-tehetsége: kedves anekdoták segítségével emlékezetünkbe idézi a magyar színészet nagy egyéniségeit: Major Tamást, Csortos Gyulát, Latinovits Zoltánt, Kabos Gyulát, Kállai Ferencet, Pécsi Sándort és a többieket.
Paródiáiban, vidám anekdotáiban mindig érezhető emberszeretete, empátiája és a parodizált művész iránt érzett mélységes tisztelete.

## Sporttevékenysége
Már gimnazista korában is nagy rajongója volt a futballnak, de Major Tamás válaszút elé állította. Ő akkor a színházat választotta. Ám a futballimádat ismét megkísértette: felkérték egy női futballcsapat vezetésére. Színész létére 1991-ben megalapított egy budapesti női futballcsapatot, amelynek – a mitológiai Zeusz főisten gyorslábú lányáról, Iris-ről elnevezve – az Íris SC nevet adta.
Az Iris SC 2008-ig működött. Ez idő alatt a csapat több külföldi versenyen, magyar bajnokságon és magyar kupán vett részt a menedzselésével.

## Könyvei
- Iris ország. Kell egy csapat; szerzői, Bp., 2022

## Kitüntetései
- Magyar Köztársasági Ezüst Érdemkereszt, 2009
- Magyar Érdemrend Lovagkereszt, 2015